# Fiumei Atletikai Club
Fiumei atletikai club ili Fiumei AC, odnosno Club atletico fiumano (Riječki atletski klub), bio je gimnastičarski klub i nogometni klub osnovan u Rijeci,1905. godine s duplim imenom Fiumei Atletikai Club ili Club Atletico Fiumano, jer je klub bio po svom statutu dvojezična mađarsko-talijanski organizacija.

## Povijest kluba
Klub je osnovan 20. veljače 1905. te je odmah imao 43 aktivna člana. Na osnivačkoj skupštini za predsjednika je izabran dr. Eugenio Pazmany, a za tajnika Biagio Dorigo. Vodstvo i igrači su koristili mađarski kao glavni jezik za međusobnu komunikaciju, a u klubu su igrale sve riječke etničke skupine, pa čak i stranci s drugih kontinenata. Dana 14. travnja Odjel javne sigurnosti Gradskog magistrata odobrava akt o registraciji, i to za bavljenje gimnastikom, plivanjem, lakom i teškom atletikom te nogometom. 
Za klub su igrali i budući gradonačelnik New York-a Amerikanac Fiorello La Guardia, te hrvat Jakov Supilo, brat poznatog političara Franeta.
Dana 3. prosinca 1905. godine, u Rijeci su po prvi put gostovali zagrebački nogometaši - PNIŠK Zagreb pobijedio je Fiumei AC rezultatom 4:3. Za domaćine su nastupili: Singer, Mathiasko, Fleischman, Fiorello La Guardia, Naschitz, Szemere, Hoelczh, Diamant, Morini, Fink i Schoen.
Od 1909. do 1910. klub predstavlja Rijeku na Mađarskom državnom prvenstvu, u Prekodunavskoj Grupi (pobjeda u istoj je vodila direktno u finale s drugih 5 klubova). Međutim, Fiumei se povukao u zadnji trenutak i stoga je upisan kao sudionik koji je ostvario nula bodova u prventsvu.
Godine 1911. klub i njegov tadašnji predsjednik Singer ugošćuju slavni MTK iz Budimpešte, na početku pobjedonosnog putovanja MTK po Italiji i Švicarskoj, koji je bio među prvim međunarodnim turnirima u povijesti Južne Europe.
Desetih godina nogometni klub ulazi u finacijske probleme i više se ne spominje da je Club Atletico Fiumano igrao nogometne utakmice poslije sezone 1911./12. Povjesničari još istražuju točne okolnosti pod kojima je klub prestao svoju djelatnost. Zna se da je na kraju zadržao tek aktivnosti u gimnastici, plivanju i hrvanju. U Rijeci primat glavnog gradskog kluba preuzima CS Olimpia.